# Hieracium svaneticiforme
Hieracium svaneticiforme là một loài thực vật có hoa trong họ Cúc. Loài này được Litv. & Zahn mô tả khoa học đầu tiên năm 1907.